# Leví Eixkol
Leví Eixkol (hebreu: לֵוִי אֶשְׁכּוֹל‎, ( ? i  escolteu-ne la pronunciació en hebreu)) (nascut Levi Skolnick, hebreu: לֵוִי שְׁקוֹלְנִיק‎) (Kíiv, 25 d'octubre de 1895 – Jerusalem, 26 de febrer de 1969) fou el tercer primer ministre d'Israel, de 1963 fins a 1969, any en el qual va morir a causa d'un infart.

## Orígens familiars
Levi Skolnick va néixer en una localitat d'Oratov, prop de Kíev, Ucraïna. La mare de Levi era hassidista i el seu pare era membre d'una família de Mitnagdim. Levi va rebre una educació tradicional. El 1914, Skolnick es va traslladar a Palestina, en aquells dies part de l'Imperi Otomà. Es va allistar com voluntari de la Legió jueva.

## Activitat política
Després de la creació de l'Estat d'Israel, Eixkol va ser elegit membre de la Kenésset l'any 1951 pel partit Mapai. Va exercir com a ministre d'agricultura fins a 1952, quan va ser nomenat ministre d'economia, a causa de la defunció d'Eliezer Kaplan. L'any 1963 va ser triat primer ministre, succeint a David Ben-Gurion, el qual l'havia designat com a successor seu. A partir de llavors, Eskhol va treballar per a millorar les relacions exteriors d'Israel, establint contactes diplomàtics amb Alemanya Occidental el 1965, a més de llaços culturals amb la Unió Soviètica, la qual havia permès a alguns jueus soviètics emigrar a Israel. Va ser un dels protagonistes de la Guerra dels Sis Dies de juny de 1967; durant aquesta crisi, Eixkol va nomenar un govern de concentració nacional, deixant les tasques bèl·liques en mans de Moixé Dayan. Pel que fa als assumptes civils, Eixkol és recordat per haver construït el sistema nacional de transport d'aigües.